# Damsterdiep (kanaal)

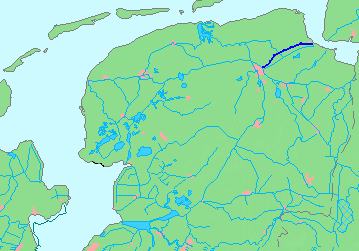
Locatie

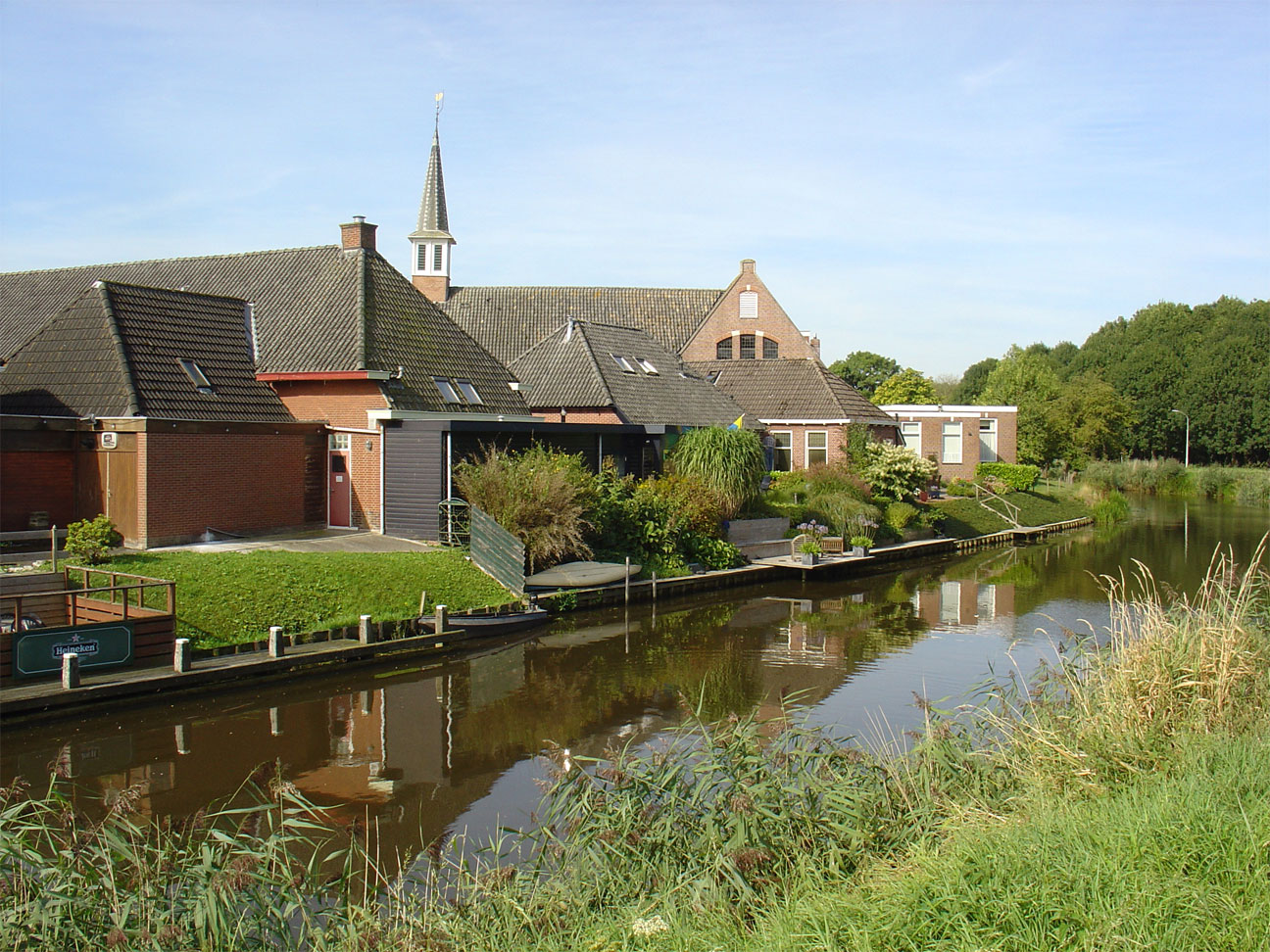
Het Damsterdiep bij Garrelsweer

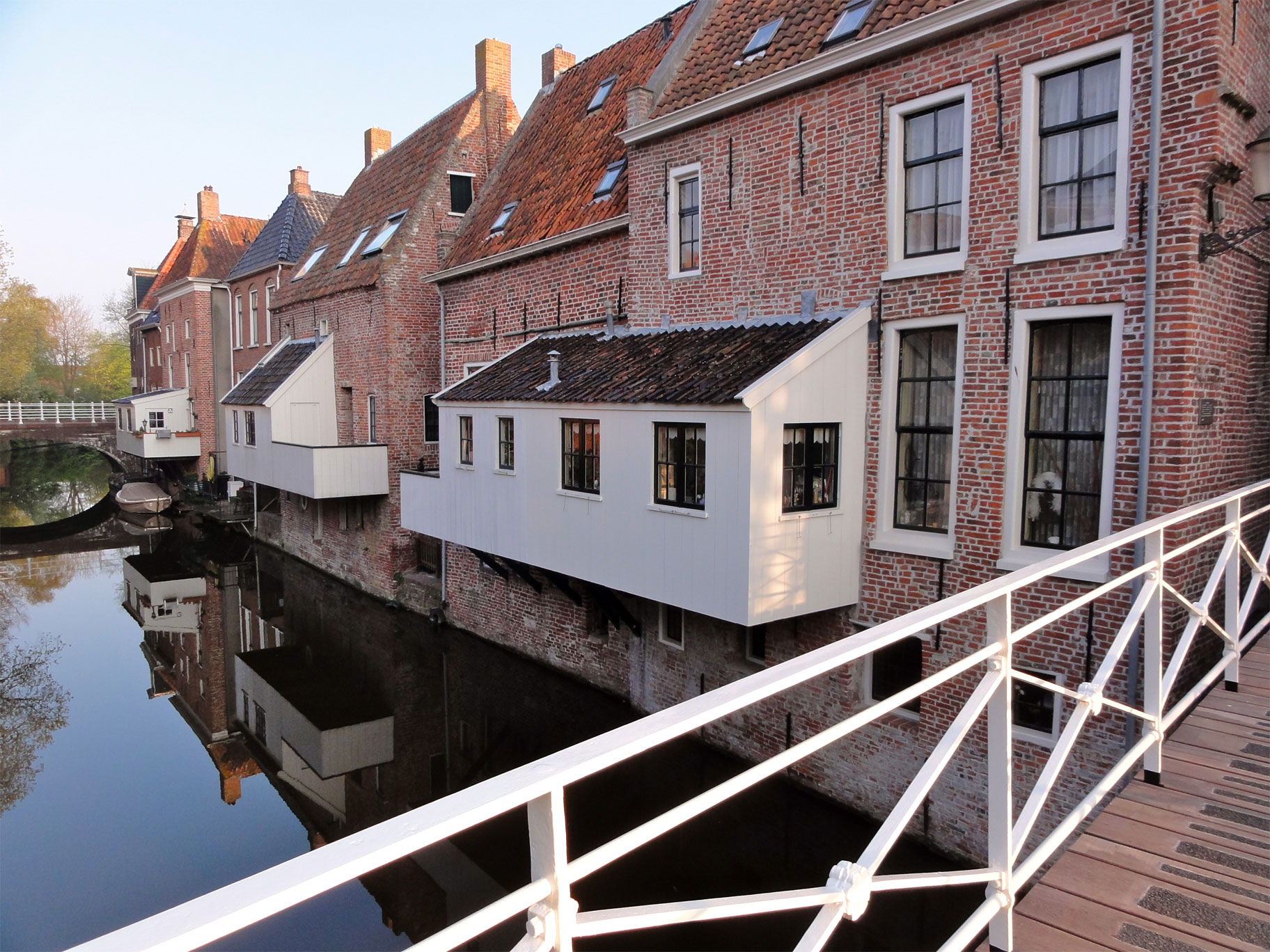
Hangende keukens boven het Damsterdiep in Appingedam

Het Damsterdiep is het kanaal gelegen tussen de stad Groningen en Delfzijl, waar het uitloopt in de Eems. Het is genoemd naar Appingedam, waar het doorheen loopt en waarvan het bijvoeglijk naamwoord Damster is.

## Loop en ligging
Het kanaal is 27 km lang en bezit twee karakteristieke delen. Het westelijke deel loopt bijna kaarsrecht van Groningen tot Ten Post. Het oostelijke deel van Ten Post tot Delfzijl is de oorspronkelijke Delf, wat gegraven betekent. Dit deel stamt van voor het jaar 1000 en had toen nog een open verbinding met de zee. Hoewel dit gedeelte gegraven is, is het door de invloed van eb en vloed gaan slingeren. Bij Delfzijl is een meander ontstaan, het Tuikwerderrak, dat in de vijftiende eeuw ook bekend stond als Olde Ee. De eerste afsluiting lag bij Appingedam. Rond 1300 werd de monding van de Delf bij Delfzijl afgesloten met drie zijlen (spuisluizen).
Het gedeelte van het Van Starkenborghkanaal tot de Turfsingel in de stad Groningen is gedempt, maar heeft nog wel de naam Damsterdiep.
Tussen het Damsterdiep, het Van Starkenborghkanaal en het Eemskanaal ligt de Driewegsluis, een sluis met drie (in plaats van de gebruikelijke twee) stel deuren. Na de vernieuwing van de Oostersluis komt de uitgang naar de oorspronkelijke verbinding met het Van Starkenborghkanaal uit op een doodlopend stukje water. De sluis is buiten gebruik gesteld.
Om in Groningen van het Eemskanaal op het Damsterdiep te kunnen varen is een nieuwe verbinding met sluis (de Jan B. Bronssluis) gemaakt even ten oosten van Ruischerbrug. Dit ter vervanging van de Oosterhavensluis die in het verlengde van de Petrus Campersingel lag en in 1953 is gedempt. Vanwege de geringe diepgang en breedte is het Damsterdiep nauwelijks nog van belang voor de scheepvaart.
Aan het Damsterdiep liggen: Groningen, Oosterhoogebrug, Ruischerbrug, Garmerwolde, Ten Boer, Ten Post, Winneweer, Garrelsweer, Wirdumerdraai, Eekwerderdraai, Tjamsweer, Appingedam, Solwerd, Tuikwerd en Delfzijl.

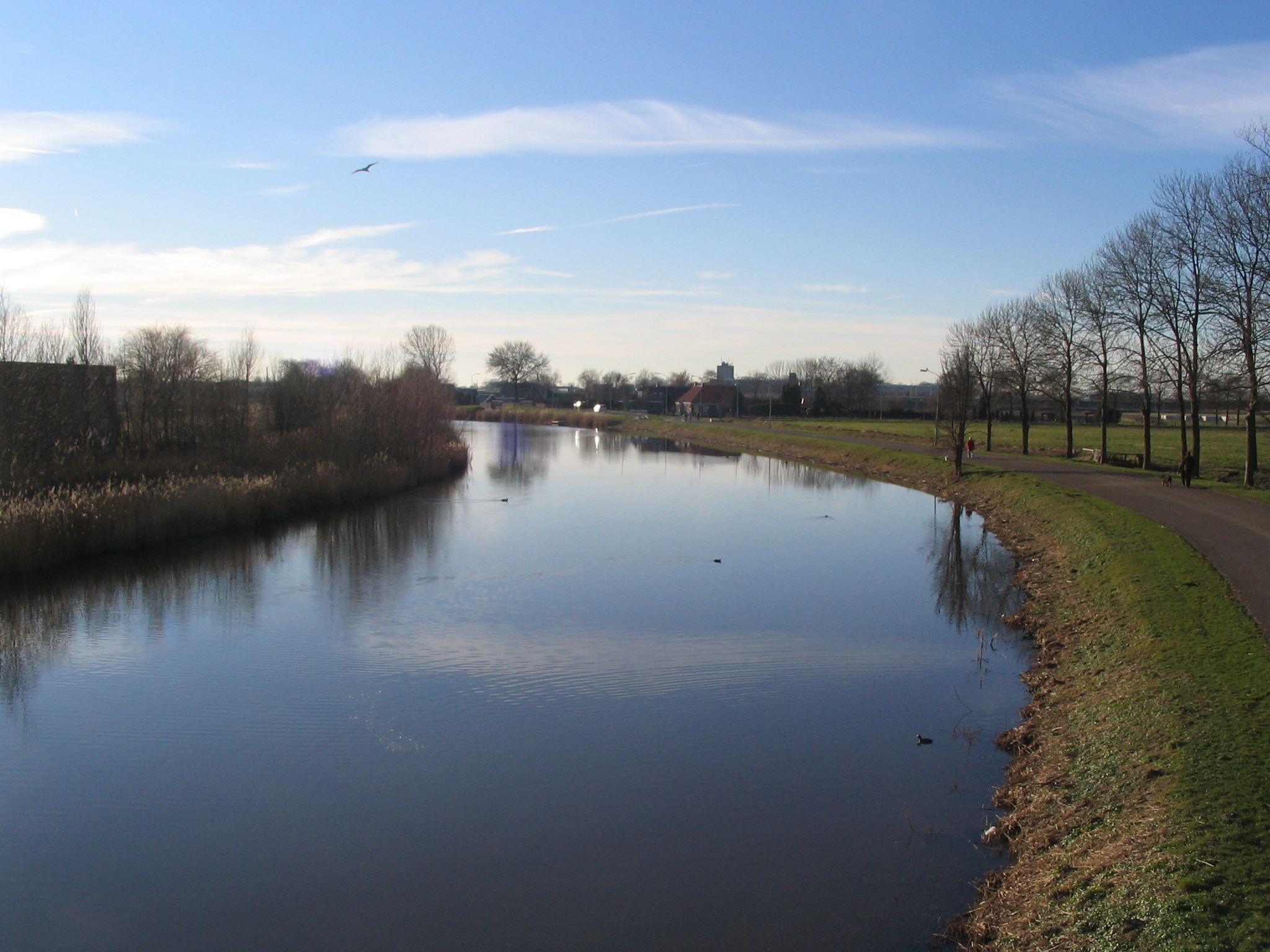
Damsterdiep bij Delfzijl

### Nieuwe Diep
Appingedam heeft voor betere afvoer van water en ten behoeve van de scheepvaart sinds de negentiende eeuw een zuidelijke 'bypass', het Nieuwe Diep genaamd. Een oudere 'bypass' uit de vijftiende eeuw was het smalle Zandtsterdiep of Kattendiep, dat omstreeks 1960 gedempt werd.

## Geschiedenis
Het gedeelte van Ten Post naar Groningen is van omstreeks 1424; het is aanzienlijk rechter. Dit tracé had een oudere voorloper, die langs de Grasdijk liep. In 1419 was sprake van de Damster vaert bij Heidenschap, in 1469 van het olde Damster maer. Deze voorloper werd vermoedelijk gegraven in 1370, toen de dorpen Middelbert en Engelbert toestemming kregen hun overtollige water via de Euvelgunner Waterlozing of Midelberghera Weterlesne en het Oldemaar in de richting van Delfzijl te lozen. In 1424 werden ook een deel van het Oosterstadshamrik en in 1434 de rest van dit gebied toegelaten tot het Generale Zijlvest der Drie Delfzijlen. Het nieuwe Damsterdiep moest de toegenomen waterstroom naar zee leiden. De nieuw ingelaten landerijen werden verplicht een kanaal te graven van Gronyngen in de Lustighe Maere (een watergang bij Ten Boer). Volgens een verdrag uit 1440 moest de nijen dijck bijlanges het nijen deep oftewel (volgens een later afschrift) de Nijenwall bij Dampster diep vier voet (1.58 m) hoog zijn. De naam Damsterdeep komt voor het eerst voor in de kroniek van Johan Lemego, geschreven omstreeks 1425-1427, maar alleen bewaard in latere afschriften. Het Wierumer Zijlboek (rond 1470) spreekt nog van het Groniger deep, een akte uit 1462 daarentegen over het Damsater deepp ('Appingedammer diep').

### Bruggen
De bruggen of tillen over het kanaal waren vaak een kostbare investering. Ten minste uit de vijftiende eeuw dateerde de Eekwerdertil (1449: Ekawerdertil), die door drie waarmannen uit Eekwerd, Zeerijp en Eenum werd onderhouden. Hun uitgaven noteerden ze in het tyllboeck. Via deze brug hadden de dorpsbewoners van de kustdorpen toegang tot de laag gelegen hooilanden aan het Schildmeer. Na het verval van de til bij de Popingeweg mochten ook de inwoners van 't Zandt vanaf 1588 er tegen betaling gebruik van maken. Bij de brug bevond zich verder een galg.
Andere belangrijke tillen lagen bij Muda (genoemd 1439), Merum, Loppersum, Wirdum en Tjamsweer. Appingedam had vier vaste bruggen, waaronder de stenen Damsterbrug (1400), Broederbrug of Vlintenbrug, verder een klapbrug over de Groote Heekt. Vaste bruggen waren er verder in Oosterhoogebrug (1428), Ruischerbrug (1465) en Ten Post.

### Trekschuit
In 1650 stichtte Stad en Lande hier de eerste trekschuitdienst tussen Groningen en Delfzijl. De commissaris die toezicht hield op het Damsterdiep bewoonde in de 18e eeuw een herenhuis annex herberg te Winneweer.

## Fictie
De roman De nieuwe man (2003) van Thomas Rosenboom speelt zich af in het gebied rond het Damsterdiep.